# Order & Chaos Online
Az Order and Chaos Online (Rend és Káosz Online) egy fantázia MMORPG videójáték, amit a Gameloft fejlesztett Windows, Windows Phone, iOS, és Android eszközökre. 
A játék 2011 április 11-én jelent meg iOS-re, 2012 június 27-én Androidra és 2013 július 10-én Windows 8.1-re és Windows Phone-ra. A folytatás Order & Chaos 2: Redemption (Rend és Káosz 2: Megváltás) névvel jelent meg 2015 végén. A játékot a World of Warcraft ihlette.

## Játékmenet
A játékot első- vagy a harmadik személyes nézetből játszhatjuk. A játékos a nézet távolságát és perspektíváját módosíthatja a csípés és zoom funkció segítségével. A mozgást a képernyő bal alsó sarkában található virtuális joystick segítségével szabályozzuk. A harci és az interfészvezérlők virtuális gombokra vannak leképezve. A játéknak több mint 1000 küldetése van.

## Történet
A játék Haradon világában játszódik.
Haradont Khalin, a Rend Istenének üllőjén kovácsolták, hogy bizonyítsa Kolkinak, a Káosz Istenének, hogy a rend irányít mindent. Az Első Pirkadatkor, a nagyszerű fajok kiléptek a világba. Szétszórt tűzhelyek kezdték megvilágítani az éjszakát, ahogy az emberek előbújtak a barlangokból, a tündék kijöttek az erdőkből és a daisaurok kicsúsztak a mocsárból. Ezek a fajok nyelveket fejlesztettek ki, és városokat építettek.
Khalin elégedett volt.
De aztán kapzsiságuk miatt a fajok összecsaptak.
Aberráns mágiával, a daisaurok életre keltették a halottakat. Aljas és eltorzult kísérletek révén, a tündék létrehozták az ork fajt. Hamarosan ezek a lények is fellázadtak a hatalomért alkotóik ellen.
Kolki elégedett volt.
Khalin, dühösen, ledobta a Hatalmas Pörölyét a mennyekből. Ez a becsapódás összetörte a földet, és elpusztította az akadályt a világ és a démonok között.
Most, évszázadokkal később, Harador szétszórt fajai még mindig küzdenek a béke visszaszerzésében.

## Karakteralkotás
A játék a karaktered megalkotásával kezdődik. Itt beállíthatod a karaktered nevét, faját, kasztját és kinézetét.

### Fajok (Race)
A játékban öt játszható faj van, és két frakció (a Rend és a Káosz). A fajok kezdő tulajdonságai némileg eltérnek, és mindegyiknek vannak faji sajátosságai
- Rend tagjai:
  - Ember (Human)
  - Tünde (Elf)
- Káosz tagjai:
  - Ork (Orc)
  - Élőhalott (Undead)
- semleges:
  - Mendel (Mendel) (a legújabb játszható faj)

### Kasztok (Class)
A játékban öt játszható kaszt van, mindegyik különféle szerepkörökbe fogható be, más-más képességeik vannak. Ezek a következők:
- Harcos (Warrior)
- Mágus (Mage)
- Szerzetes (Monk)
- Vadász (Ranger)
- Láng lovag (Flame Knight)

A kasztok különböző szerepkört is betölthetnek, amelyek főként PvE módban érvényesülnek:
- Gyógyító (Healer): Ebben a szerepkörben a játékos a csapattársak életbentartására kell figyeljen. Különféle gyógyító illetve ideiglenes sebzéselnyelő varázslattal rendelkezik, hogy helyrehozhassa sérült csapattársait.
- Tank (Tank): Ebben a szerepkörben a játékos az ellenség figyelmét önmagára kell terelnie, azt magán tartania és az által okozott sérülés nagy részét el kell nyelnie, hogy megvédelmezhesse csapattársait. Magas életerővel és védelemmel rendelkezik.
- DPS (Damage Per Second / másodpercenkénti sebzés): Ebben a szerepkörben a játékos az ellenség legyőzéséért felel, ő rendelkezik a legnagyobb sebzéssel, kritikus találat eséllyel és gyorsaság statisztikai értékekkel. Két fajtája van: Közelharci (Melee DPS) és Távolharci (Ranger DPS).